# 50 mètres brasse masculin aux championnats du monde de natation 2024
Cet article traite de l'épreuve masculine. Pour la compétition féminine, voir 50 mètres brasse féminin aux championnats du monde de natation 2024.
Le 50 mètres brasse masculin est une épreuve de natation sportive des championnats du monde de natation 2024. Elle a lieu les 13 et 14 février 2024 à Doha au Qatar.

## Records
Avant cette compétition, les records dans cette discipline étaient :
| Record du monde       | 25 s 95 | Adam Peaty | 25 juillet 2017 | Budapest, Hongrie |
| Record du championnat | 25 s 95 | Adam Peaty | 25 juillet 2017 | Budapest, Hongrie |

## Résultats détaillés
Les 16 meilleurs temps se qualifient pour les demi-finales (Q), puis les 8 meilleurs demi-finalistes passent en finale (F).

### Séries
| Rang | Série | Ligne | Nageur                 | Pays                                                                          | Temps        | Commentaire     |
| ---- | ----- | ----- | ---------------------- | ----------------------------------------------------------------------------- | ------------ | --------------- |
| = 1  | 5     | 4     | Nic Fink               | États-Unis                                                                    | 26.66        | Q               |
| = 1  | 6     | 6     | Ilya Shymanovich       | NIAWorld Aquatics : Neutral Independent Athletes (athlète neutre indépendant) | 26.66        | Q               |
| 3    | 6     | 4     | Sam Williamson         | Australie                                                                     | 26.69        | Q               |
| 4    | 4     | 4     | Nicolò Martinenghi     | Italie                                                                        | 26.75        | Q               |
| 5    | 4     | 6     | Peter John Stevens     | Slovénie                                                                      | 26.79        | Q               |
| 6    | 4     | 5     | Melvin Imoudu          | Allemagne                                                                     | 26.91        | Q               |
| 7    | 6     | 3     | Michael Andrew         | États-Unis                                                                    | 26.94        | Q               |
| 8    | 6     | 5     | Simone Cerasuolo       | Italie                                                                        | 27.00        | Q               |
| 9    | 6     | 7     | Denis Petrashov        | Kirghizistan                                                                  | 27.10        | Q               |
| 10   | 5     | 6     | Caspar Corbeau         | Pays-Bas                                                                      | 27.11        | Q               |
| 11   | 4     | 3     | Mikel Schreuders       | Aruba                                                                         | 27.18        | Q               |
| 12   | 5     | 5     | Adam Peaty             | Royaume-Uni                                                                   | 27.23        | Q               |
| 13   | 5     | 3     | Lucas Matzerath        | Allemagne                                                                     | 27.40        | Q               |
| 14   | 6     | 2     | Bernhard Reitshammer   | Autriche                                                                      | 27.47        | Q               |
| 15   | 5     | 8     | Jan Kałusowski         | Pologne                                                                       | 27.50        | Q               |
| 16   | 4     | 2     | Arkadios Aspougalis    | Grèce                                                                         | 27.62        | Q               |
| 17   | 5     | 2     | Emre Sakçı             | Turquie                                                                       | 27.69        |                 |
| 18   | 6     | 8     | Darragh Greene         | Irlande                                                                       | 27.76        |                 |
| 19   | 4     | 9     | Ronan Wantenaar        | Namibie                                                                       | 27.81        | Record national |
| 20   | 6     | 1     | Miguel de Lara         | Mexique                                                                       | 27.89        |                 |
| 21   | 4     | 8     | Nicholas Lia           | Norvège                                                                       | 27.97        |                 |
| 22   | 4     | 1     | James Dergousoff       | Canada                                                                        | 28.08        |                 |
| 23   | 5     | 7     | Tonislav Sabev         | Bulgarie                                                                      | 28.13        |                 |
| 23   | 6     | 9     | Chao Man Hou           | Macao                                                                         | 28.13        |                 |
| 25   | 6     | 0     | Olli Kokko             | Finlande                                                                      | 28.17        |                 |
| 26   | 5     | 9     | Uroš Živanović         | Serbie                                                                        | 28.27        |                 |
| 27   | 3     | 3     | Jadon Wuilliez         | Antigua-et-Barbuda                                                            | 28.35        |                 |
| 28   | 3     | 5     | Likhith Selvaraj       | Inde                                                                          | 28.38        |                 |
| 28   | 5     | 0     | Jorge Murillo          | Colombie                                                                      | 28.38        |                 |
| 30   | 3     | 0     | Alexandre Grand'Pierre | Haïti                                                                         | 28.39        |                 |
| 31   | 5     | 1     | Andrius Šidlauskas     | Lituanie                                                                      | 28.47        |                 |
| 32   | 3     | 2     | Arsen Kozhakhmetov     | Kazakhstan                                                                    | 28.59        |                 |
| 33   | 3     | 1     | Adrian Robinson        | Botswana                                                                      | 28.60        |                 |
| 34   | 2     | 6     | Abdul Aziz Al-Obaidly  | Qatar                                                                         | 28.62        |                 |
| 34   | 4     | 0     | Maksym Ovchinnikov     | Ukraine                                                                       | 28.62        |                 |
| 36   | 2     | 4     | Patrick Pelegrina      | Andorre                                                                       | 28.68        |                 |
| 37   | 3     | 4     | Muhammad Raharjo       | Indonésie                                                                     | 28.75        |                 |
| 37   | 3     | 6     | Panayiotis Panaretos   | Chypre                                                                        | 28.75        |                 |
| 39   | 3     | 8     | Amro Al-Wir            | Jordanie                                                                      | 28.81        |                 |
| 40   | 3     | 7     | Wu Chun-feng           | Taipei chinois                                                                | 28.86        |                 |
| 41   | 2     | 3     | Matthew Lawrence       | Mozambique                                                                    | 29.01        |                 |
| 42   | 3     | 9     | Jonathan Raharvel      | Madagascar                                                                    | 29.02        |                 |
| 43   | 2     | 5     | Tasi Limtiaco          | États fédérés de Micronésie                                                   | 29.06        |                 |
| 44   | 2     | 2     | Ashot Chakhoyan        | Arménie                                                                       | 29.38        |                 |
| 45   | 2     | 7     | Jayden Loran           | Curaçao                                                                       | 29.78        |                 |
| 46   | 1     | 0     | Rashed Al-Tarmoom      | Koweït                                                                        | 29.95        |                 |
| 47   | 2     | 1     | Omar Al-Hammadi        | Émirats arabes unis                                                           | 31.16        |                 |
| 48   | 2     | 0     | Chadd Ng               | Eswatini                                                                      | 31.53        |                 |
| 49   | 1     | 6     | Fahim Anwari           | Afghanistan                                                                   | 31.83        |                 |
| 50   | 1     | 4     | Ghaith Hussein         | Irak                                                                          | 31.95        |                 |
| 51   | 2     | 8     | Sébastien Kouma        | Mali                                                                          | 31.99        |                 |
| 52   | 1     | 8     | Mubal Azzam Ibrahim    | Maldives                                                                      | 33.24        |                 |
| 53   | 2     | 9     | Jion Hosei             | Palaos                                                                        | 33.61        |                 |
| 54   | 1     | 5     | Ethan Alimanya         | Tanzanie                                                                      | 34.26        |                 |
| 55   | 1     | 9     | Pap Jonga              | Gambie                                                                        | 35.01        |                 |
| 56   | 1     | 2     | Yves Munyu             | République démocratique du Congo                                              | 35.62        |                 |
| 57   | 1     | 7     | Refiloe Chopho         | Lesotho                                                                       | 38.00        |                 |
|      | 4     | 7     | Choi Dong-yeol         | Corée du Sud                                                                  | Disqualifié  | Disqualifié     |
|      | 1     | 1     | Higinio Ndong          | Guinée équatoriale                                                            | Non partants | Non partants    |
|      | 1     | 3     | Ibrahim Kamara         | Sierra Leone                                                                  | Non partants | Non partants    |

### Demi-finales
| Rang | Série | Ligne | Nageur               | Pays                                                                          | Temps | Commentaire        |
| ---- | ----- | ----- | -------------------- | ----------------------------------------------------------------------------- | ----- | ------------------ |
| 1    | 2     | 5     | Sam Williamson       | Australie                                                                     | 26.41 | F Record d'Océanie |
| 2    | 1     | 5     | Nicolò Martinenghi   | Italie                                                                        | 26.65 | F                  |
| 3    | 2     | 4     | Nic Fink             | États-Unis                                                                    | 26.77 | F                  |
| 4    | 1     | 7     | Adam Peaty           | Royaume-Uni                                                                   | 26.85 | F                  |
| 5    | 1     | 6     | Simone Cerasuolo     | Italie                                                                        | 26.98 | F                  |
| 6    | 2     | 1     | Lucas Matzerath      | Allemagne                                                                     | 27.01 | F                  |
| 7    | 2     | 3     | Peter John Stevens   | Slovénie                                                                      | 27.04 | F                  |
| 8    | 2     | 7     | Mikel Schreuders     | Aruba                                                                         | 27.05 | F                  |
| 9    | 1     | 3     | Melvin Imoudu        | Allemagne                                                                     | 27.06 |                    |
| 10   | 1     | 4     | Ilya Shymanovich     | NIAWorld Aquatics : Neutral Independent Athletes (athlète neutre indépendant) | 27.07 |                    |
| 11   | 1     | 8     | Arkadios Aspougalis  | Grèce                                                                         | 27.18 |                    |
| 12   | 2     | 6     | Michael Andrew       | États-Unis                                                                    | 27.18 |                    |
| 13   | 2     | 2     | Denis Petrashov      | Kirghizistan                                                                  | 27.20 |                    |
| 14   | 1     | 1     | Bernhard Reitshammer | Autriche                                                                      | 27.25 |                    |
| 15   | 1     | 2     | Caspar Corbeau       | Pays-Bas                                                                      | 27.30 |                    |
| 16   | 2     | 8     | Jan Kałusowski       | Pologne                                                                       | 27.38 |                    |

### Finale
| Rang               | Ligne | Nageur             | Pays        | Temps   | Commentaire      |
| ------------------ | ----- | ------------------ | ----------- | ------- | ---------------- |
| Médaille d'or      | 4     | Sam Williamson     | Australie   | 26 s 32 | Record d'Océanie |
| Médaille d'argent  | 5     | Nicolò Martinenghi | Italie      | 26 s 39 |                  |
| Médaille de bronze | 3     | Nic Fink           | États-Unis  | 26 s 49 |                  |
| 4                  | 6     | Adam Peaty         | Royaume-Uni | 26 s 77 |                  |
| 5                  | 7     | Lucas Matzerath    | Allemagne   | 26 s 80 |                  |
| 6                  | 2     | Simone Cerasuolo   | Italie      | 26 s 93 |                  |
| 7                  | 8     | Mikel Schreuders   | Aruba       | 26 s 97 |                  |
| 8                  | 1     | Peter John Stevens | Slovénie    | 27 s 07 |                  |